# Trzy Korony (Rudawy Janowickie)
Trzy Korony (niem. Silberstein) – jeden z szczytów Gór Sokolich w Rudawach Janowickich, położony najdalej ku południowemu wschodowi. Położony pomiędzy Krzyżną Górą a Przełęcą Karpnicką. Jego wysokość wynosi 525 m n.p.m.
Zbudowany z granitu karkonoskiego. Na szczycie i zboczach niewielkie skałki i duże nagromadzenie bloków skalnych.
Cały szczyt i zbocza porasta las świerkowy.
Trzy Korony leżą w obrębie Rudawskiego Parku Krajobrazowego.